# Маловше
Маловше (словен. Malovše, итал. Malosce) је насеље на северном ободу Випавске долине у општини Ајдовшчина, покрајини Приморска која припада Горишкој регији Републике Словеније.
Насеље се налази на надморској висини од 187,8 метара, површимњ 0,71 км²километара од италијанске границе. У насељу према попису из 2002. живи 113 становника.
Локална црква је посвећена Светом Козми и Дамјану и припада парохији Чрниче.